# Nathalie Tocci
Nathalie Tocci es una politóloga italiana experta en relaciones internacionales. Está especializada en el papel de la Unión Europea (UE) en los asuntos internacionales y el mantenimiento de la paz, además de la relación entre los Estados europeos. Actualmente es directora del Istituto Affari Internazionali y ha trabajado como asesora del gobierno italiano y de funcionarios de la UE en asuntos de política exterior.

## Primeros años y educación
Tocci estudió política, filosofía y economía en el University College de Oxford, donde se graduó en 1998. En 1999 obtuvo un máster en la London School of Economics, con una tesis sobre Estudios del Desarrollo centrada en la economía política de Turquía. En 2003, Tocci se doctoró en relaciones internacionales en la London School of Economics. Su tesis se tituló EU Accession Dynamics and Conflict Resolution: The Case of Cyprus 1988-2002 (en español: Dinámicas de la adhesión a la UE y resolución de conflictos: El caso de Chipre 1988-2002).

## Carrera
De 1999 a 2003, Tocci trabajó como investigadora sobre las relaciones con la UE en el Centro de Estudios Políticos Europeos de Bruselas. Al año siguiente fue nombrada becaria Jean Monnet en el Centro Robert Schuman de Estudios Avanzados del Instituto Universitario Europeo, donde siguió trabajando hasta 2007. En 2006 fue nombrada Senior Fellow en el Istituto Affari Internazionali y en 2007 regresó durante dos años al Centre for European Policy Studies. En 2010 Tocci pasó a ser jefa de departamento en el Istituto Affari Internazionali, en 2011 se convirtió en subdirectora del mismo y en 2017 pasó a ser directora. También fue editora asociada de la revista The International Spectator.
En 2014, Tocci trabajó como asesora de Federica Mogherini en el Ministerio de Asuntos Exteriores italiano.Tocci siguió asesorando a Mogherini en asuntos de política exterior cuando ésta ocupaba el cargo de Alto representante de Política Exterior de la Unión Europea.y Vicepresidenta de la Comisión Europea, durante el período 2015-2019.Posteriormente fue asesora de Josep Borrell cuando éste sucedió a Federica Mogherini en el cargo.
Tocci ha publicado varios libros sobre relaciones internacionales, con especial énfasis a los asuntos europeos. En 2007 publicó The EU and Conflict Resolution: Promoting Peace in the Backyard (en español: La UE y la resolución de conflictos: Promover la paz en el patio trasero), en el que utiliza el caso de cinco conflictos étnico-religiosos en las fronteras de Europa o en torno a ellas para estudiar la eficacia de la política exterior de la UE en el ámbito de la creación o el mantenimiento de la paz. En 2011, Tocci publicó un libro sobre el papel de Estados Unidos como mediador en la relación entre Turquía y la UE, titulado Turkey's European Future: Behind the Scenes of America's Influence on EU-Turkey Relations (en español: El futuro europeo de Turquía: Entre bastidores de la influencia estadounidense en las relaciones UE-Turquía). También escribió Framing the EU's Global Strategy en 2017.
En 2008, Tocci recibió el Premio Anna Lindh de Política Exterior Europea. En 2015, se convirtió en profesora honoraria de la Universidad de Tubinga.
Tocci también ha sido columnista mensual sobre asuntos globales para Politico.

### Consejos corporativos
- Eni, miembro independiente no ejecutivo del Consejo de Administración (desde 2020)
- Edison, miembro independiente no ejecutivo del Consejo de Administración (2013-2020)

### Organizaciones sin ánimo de lucro
- Centro para la Reforma Europea (CER), miembro del Consejo Asesor
- Círculo de Empresarios, miembro del Consejo Asesor
- European Policy Centre (EPC), miembro del Consejo de Gobierno (desde 2021)
- Consejo Europeo de Relaciones Exteriores (ECFR), miembro
- Fondation pour la recherche stratégique (FRS), miembro del Consejo Científico Asesor
- Instituto para Transiciones Integradas (IFIT), miembro del Consejo Asesor Internacional
- Foro Dahrendorf, miembro del Comité

### Consejos editoriales
- Journal of European Integration, miembro del Consejo Editorial[10]

## Obras destacadas
- EU Accession Dynamics and Conflict Resolution: Catalysing Peace Or Consolidating Partition in Cyprus? (2004, Ashgate Publishing)
- The EU and Conflict Resolution: Promoting Peace in the Backyard (2007, Routledge)
- Turkey's European Future: Behind the Scenes of America's Influence on EU-Turkey Relations (2011, New York University Press)
- Framing the EU's Global Strategy (2017, Palgrave Macmillan)
- A Green and Global Europe (2022, Wiley)[11]

## Premios destacados
- Premio Anna Lindh de Política Exterior Europea (2008)